# オリエント

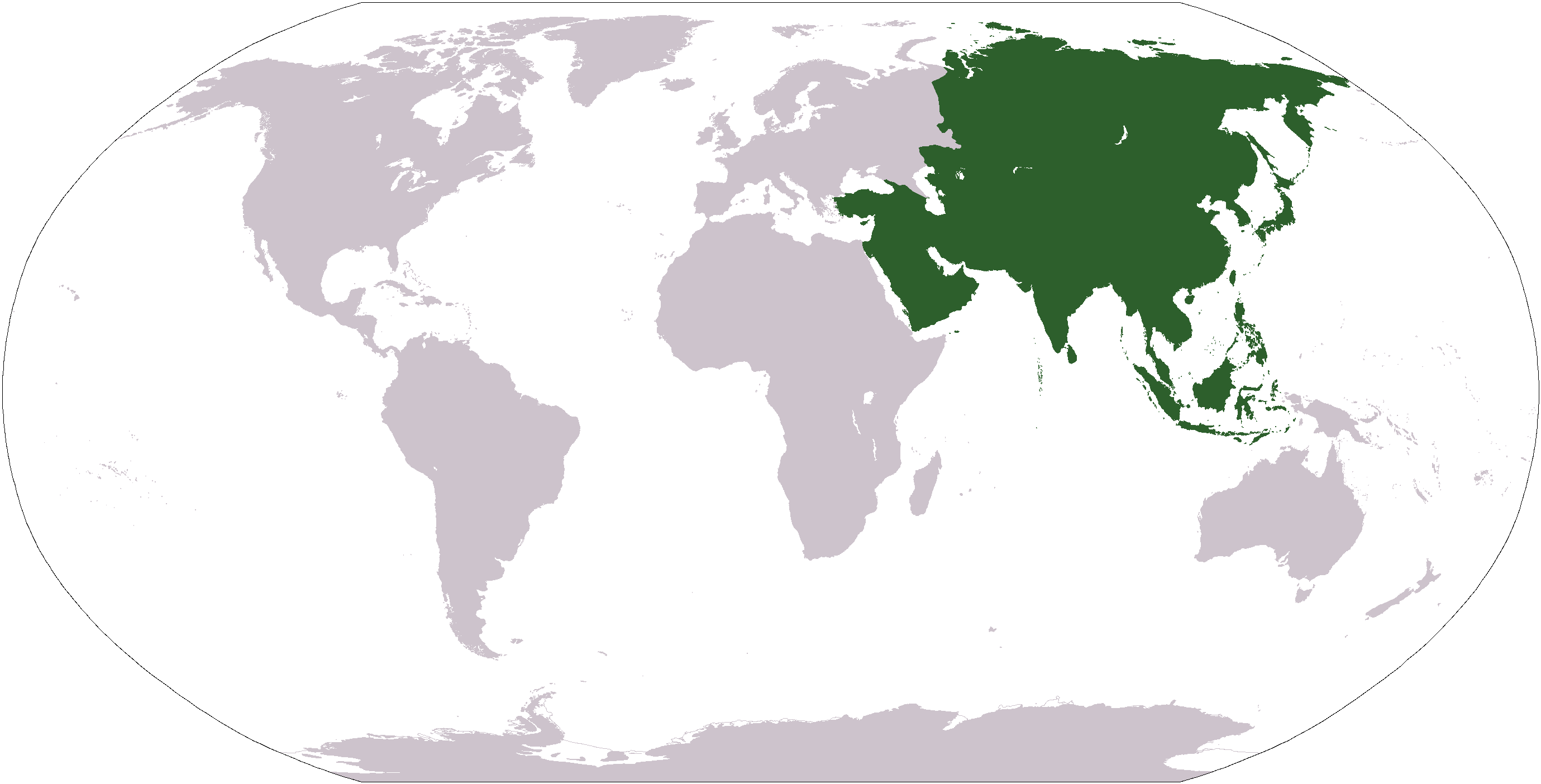
緑色でアジアを示した地図。広義の東洋。

オリエント (Orient) は、広義では、ある地域から見て東方にある世界のこと。狭義では、古代ローマから見て東方にある世界のこと。日本で「オリエント」というときは、特に中東の「古代オリエント」を指すことが多い。

## 概念の形成
欧米では東西の世界にそれぞれオリエントとオクシデント (Occident) の表現を用いることがある。イースト (east) とウエスト (west)、オリエントとオクシデントはいずれも方向を指し示すもので、ラテン語であり、もとはギリシャ語からきている。「オリエント」の語源はラテン語で「日が昇る方角」（＝東）を意味するオリエンス (Oriens) である。英語のイーストやドイツ語のオスト (ost) などはギリシア神話のエオス（暁の女神）に由来する。
広義の「東方」という意味の「オリエント」は、「ウルグアイ東方共和国」 (República Oriental del Uruguay) などの地名にもみられる。
ヨーロッパではイースト、オリエント、アジアといった概念が「ヨーロッパ以外のもの」に対する概念として形成されるなど、これらの内容は本来的に千差万別で国や何に焦点を当てた議論かによって一律ではない。
オックスフォード大学では、オリエント研究が学部名称となっているが、その研究対象には中近東から日本まで全アジア地域を含む。一方で香港で1954年に創刊された雑誌『ジャーナル・オブ・オリエンタル・スタディーズ』の研究対象は東アジアと東南アジアでもっぱらユーラシア大陸の東端地域である。
歴史的にはユーラシア大陸の西端と東端に数千年にわたるふたつの文化圏が存在し、現代日本語では二つの文化圏を西洋と東洋という概念で表現する。一方、中国では歴史学の東西比較研究がテーマとなる場合、西洋と東洋という表現の代わりに西方と東方と表現する。オリエントとオクシデントはヨーロッパで、東洋と西洋は日本で形成され、本来は全く関係ない独立した思考概念であるが、東洋はオリエントに相当する語として捉えられている。
色々な概念が混ざって複雑な欧米語とは違って、日本語で「オリエント」というときは、歴史的用語で古代エジプト、古代メソポタミアを含み、さらにトルコやパレスチナ、ペルシア（イラン）まで広がる「古代オリエント」を指すのが普通である。「オリエント学」も参照。いまの「中東」の領域ともだいぶ重なる。ここは、世界最古の文明が起こった歴史的にも重要な地域である。

## オリエント
「オリエンタリズム」はもともとナポレオンによるエジプト遠征さなかのフランスで生れた言葉で、当初は、フランスを筆頭とするヨーロッパ諸国におけるオリエント諸語の学術研究を意味していた。
また、19世紀半ばには、近東を描く絵画がヨーロッパで流行し、その芸術潮流を指して「オリエンタリズム」と呼んだ。
1978年、エドワード・サイードが著書『オリエンタリズム』を発表。サイードは、西洋にとってオリエントのイメージは、異質な文明という先入観に基づいた西洋人の幻想、偏見の対象となっていると批判し、これを「オリエンタリズム」と呼んだ。ただしサイードが『オリエンタリズム』で取り上げているのは中近東のイスラム世界であり中国や日本は入っていない。